# Asamblea Nacional de Laos
La Asamblea Nacional de Laos (en lao: ສະພາແຫ່ງຊາດ, romanizado: Sapha Heng Xat) es el parlamento unicameral de la República Democrática Popular Lao. La Asamblea Nacional se reúne en Vientián.

## Historia

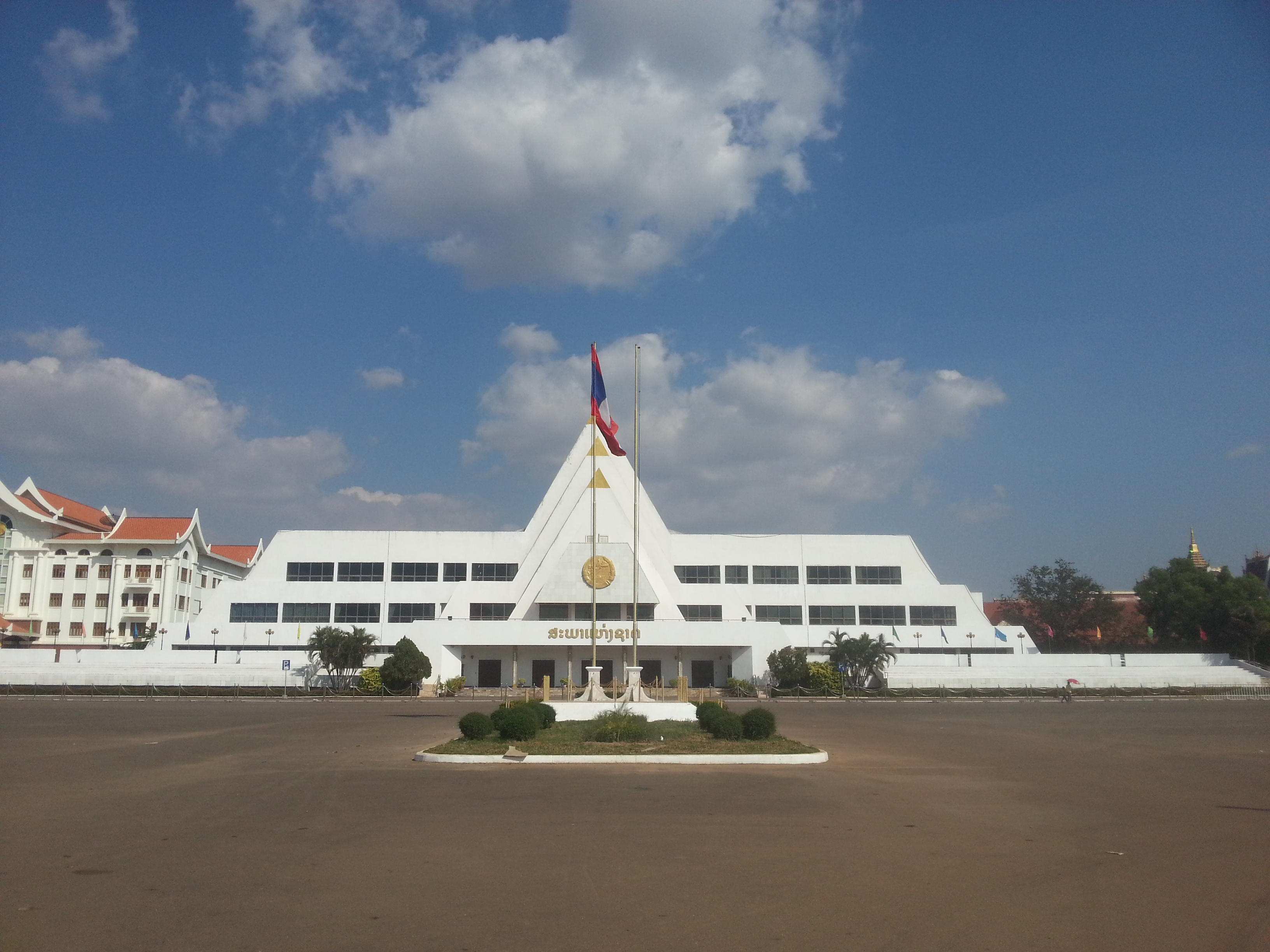
Asamblea Nacional de Laos en Vientián.

La Asamblea Nacional fue establecida en su forma actual por la Constitución de Lao de 1991, en sustitución de la Asamblea Popular Suprema (esta última también conocida como el Consejo Popular Supremo). Los diputados son electos cada cinco años.
Después de las elecciones de diciembre de 1997, el número de escaños aumentó a 99, se anunció una nueva estructura y se eligió a Samane Vignaket como su presidente.
Las últimas elecciones se celebraron el 20 de marzo de 2016. El Partido Popular Revolucionario de Laos (LPRP) tomó 144 escaños en la Asamblea Nacional ampliada de 149 miembros, mientras que los cinco restantes asistían a independientes. 
Casi el 73% de los miembros fueron elegidos para la Asamblea Nacional por primera vez. Durante la campaña electoral, muchos candidatos se centraron en el desarrollo, prometiendo servir a los intereses de la nación y del pueblo.
Laos es un estado de un solo partido, con el Partido Popular Revolucionario de Laos como el único partido legal en el país. La mayoría de las acciones de la Asamblea Nacional simplemente sellan las decisiones del partido. Se han hecho esfuerzos para aumentar la capacidad de sus miembros, con el fin de fortalecer sus capacidades legislativas, de supervisión y de representación.